# نظریه کوئیر
نظریهٔ کوئیر مجموعه‌ای از عقاید بر پایهٔ این امر است که هویت‌ها ثابت نیستند و نمی‌توانند مشخص‌کنندهٔ خصوصیات یک انسان باشند. طبق این نظریه، به‌طور کلی صحبت کردن در مورد گروهی تحت عنوان «زنان»، «همجنسگرایان» و غیره، بی مفهوم است، چرا که هر هویتی متشکل از تعداد زیادی عناصر مختلف است و پیشفرض این که بتوان انسان‌ها را بر پایهٔ یک هویت مشترک طبقه‌بندی کرد بسیار اشتباه است. این نظریه پیشنهاد می‌کند که انسان‌ها مفاهیم مربوط به هویت‌های ثابت را به گونه‌های مختلف و مبتکرانه زیر سؤال ببرند.
نظریهٔ کوئیر تا حدودی بر پایهٔ اثر جودیت باتلر تحت عنوان «آشفتگی جنسیتی و آثار میشل فوکو است.
باید توجه داشت که نظریهٔ کوئیر نام دیگری برای نظریات دگرباشی نیست، بلکه با کمک نظریهٔ کوئیر می‌توان پیش‌فرض‌های مربوط به جنسیت، جنس گونگی و همجنسگرایی را مورد سؤال قرار داد.

## کوئیر
واژهٔ کوئیر  به افرادی اطلاق می‌شود که از نظر گرایش جنسی متفاوت هستند؛ از قبیل همجنس‌گرایان زن و مرد، دوجنسگرایان و دگرجنس شدگان.
کلمهٔ Queer در اصل در زبان انگلیسی به معنای غیرعادی و عجیب بود که در عین حال لفظی تحقیرآمیز به‌شمار می‌آمد. این واژه در اواخر قرن ۱۹ میلادی در مورد همجنس‌گرایان مرد به کار برده می‌شد. اما در دههٔ ۸۰ میلادی، در جریان مبارزات همجنس‌گرایان در آمریکا، بعضی مبارزان و گروه‌های همجنس‌گرا، به خصوص گروه کوئیر نِیْشِن* شروع به استفاده از این واژه به جای واژه‌های رایج «گی» و «لزبین» برای بیان هویت خود کردند. این گذار نشانگر تغییر و تحول هویت و موقعیت اجتماعی ـ سیاسی ـ فرهنگی همجنس‌گرایان در آمریکا و بعضی کشورهای غربی بود. از نظر آن‌ها «گی» و «لزبین» بیانگر هویت‌هایی محدود و ناقص بودند. به‌علاوه لفظ فراهنجار نشانگر خواست عصیان‌گرانهٔ این افراد به متفاوت بودن و عدم نیاز آن‌ها به پذیرفته‌شدن از طرف باقی افراد جامعه بود.